# Santo Niño (Cotabato du Sud)
Pour les articles homonymes, voir Santo Niño.
Santo Niño est une localité de la province de Cotabato du Sud, aux Philippines. En 2015, elle compte 40 947 habitants.